# ツケマイ23号
ツケマイ23号は、熊二郎とブシくんからなる日本のお笑いコンビ。吉本興業東海支社（名古屋よしもと）所属。愛知県住みます芸人。NSC大阪校40期生。

## メンバー
熊二郎（くまじろう、1992年7月22日（32歳））
- 身長177cm、体重95kg、血液型A型、NSC大阪校40期出身。
- 自己紹介ギャグは「いないいないベア いや、顔でか！！」
- 愛知県長久手市出身。
- 名古屋市立名東高等学校卒業。
- 元小児科看護師、大学病院に勤めていた[5]。
- 愛称はくまちゃん。
- 2021年4月、個人名を西川熊二郎に変更する。
- 2022年8月、再び個人名を熊二郎に変更してピン芸人として活動を開始する。
- 趣味はボートレース、ドラマ鑑賞、サッカー[6]
- 特技はサッカー、膝鳴らし[6]
- ボートレースで熊二郎が1万円以上の配当金がついた舟券（万舟）を的中させることを「熊万舟（くまんしゅう）」とファンから呼ばれている。
- 2022年4月15日、YouTubeライブ配信番組「白熱ナイター！蒲郡ステーション」の出演中にGⅠオールジャパン竹島特別開設67周年記念競走［最終日］第10レースで配当金263,230円[7]の3連単を的中させる[8]。ボートレース蒲郡で歴代3連単高額配当ランキングTOP10[9]にランクインする高配当だった。
- ボートレースを始めるきっかけは、パチスロライターでボートレース番組に多数出演しているういちのYouTube動画を見てボートレースが面白そうだと思って始めた。2022年5月6日、たまガマコラボでういち本人に「自分の師匠」だと電話で告白する。

ブシくん（1995年6月19日（30歳））
- 身長173cm、体重84kg、血液型O型、NSC大阪校40期出身。
- 愛知県名古屋市出身。
- 愛知県立松蔭高等学校卒業。
- 岐阜聖徳学園大学教育学部体育専修卒業。
- 教員を目指していた大学在学中に話術を磨こうとNSCへ通うことを決意し、大学を1年間休学する。2018年のデビュー後、コンビでの活動と大学生活を両立させ、2019年3月に大学を卒業する。しかし、卒業後はお笑い芸人になることを選んだ[10]。
- 大学時代に小学校と中学・高等学校（保健体育科）の教員免許を取得した。
- 趣味はボートレース、カラオケ、映画鑑賞、アイドル鑑賞（SKE48）、野球鑑賞（中日ドラゴンズ）、YouTube鑑賞[6]
- 特技はボートレース予想、ものまね、ギャグ[6]
- 代表ギャグは「デン デケデケデケデケ… デン!! 臀部!!」「パワー トゥー ザ シーソー」など。
- 1食で白米を3合食べる大食いだが、トマトやもずく酢などの酸っぱい物・蜂蜜や練乳などの甘い物は苦手。肉は鶏肉＞豚肉＞牛肉の順で好む。
- 大阪時代、ソマオ・ミートボールとルームシェアをしていた。

## 来歴

### コンビ結成前
- 2017年4月、NSC大阪校40期として入学、2018年3月に卒業する。
- 2018年4月、吉本興業所属、それぞれ別のコンビで活動する[1][2]。
- 2022年8月、それぞれコンビを解散して、熊二郎もブシくんもピン芸人として活動する[3][4]。
- 2022年11月13日、熊二郎が蒲郡市住みます芸人に就任する[11]。
- 2022年12月、熊二郎がYouTubeチャンネルくまのじろうチャンネルを開始する。
- 2023年2月、熊二郎が蒲郡市住みます芸人として、蒲郡市立塩津中学校で講演をする[5]。
- 2023年2月12日、第39回三河湾健康マラソン大会に熊二郎が出場し、10km走を完走する。
- 2022年3月11日、がまごおり観光交流フェア＆ガマロケ映画祭コンシェルジュ認定式に熊二郎が出演。[12]
- 2023年3月まで大阪を拠点に活動していたが、2023年4月から熊二郎とブシくん共に愛知へ活動拠点を移す。

### コンビ結成
- 2023年4月、ツケマイ23号を結成し、名古屋よしもとに移籍する。
- 2023年6月5日、ツケマイ23号が蒲郡市住みます芸人[13][14][10]に就任する。任期は2024年6月4日まで。
- 2023年6月、YouTubeチャンネルくまのじろうチャンネルをツケマイ23号のホームプールへ変更した。
- 2023年6月10日、ネタしゃちバトルで初登場にして1位を獲る[15]。
- 2023年7月29日、蒲郡まつりのよしもとお笑いライブで初めて前説を務める[16][17][18]。
- 2023年8月19・20日、イオンモール大高でノジマTリーグのライブビューイングイベントにMCとして参加した。ノジマTリーグ（2023-2024シーズン）3試合のライブビューイングに加え、Tリーグ解説者 小林哲平コーチの卓球体験ワークショップ、YouTuber あおちゃんねるの卓球体験コーナーの進行も務めた[19]。
- 2023年9月、熊二郎が日替わり出演しているYouTubeボートレース蒲郡公式チャンネルのライブ配信番組「白熱ナイター！蒲郡ステーション＜セカンドシーズン＞」の新メンバーオーディションをブシくんが受けた。しかし、ファイナリストの7人に残るも新メンバーには選ばれなかった。
- 2023年10月、土屋敏男がプロデュースする２つの新番組『蒲郡今昔写真EXPLORER』『幸田町今昔写真EXPLORER』がケーブルテレビ三河湾ネットワークで放送開始。[20]コンビで初めてのレギュラー番組。初回放送後、YouTube三河湾ネットワークチャンネルでも番組が配信される。
- 2023年10月8日、ボートレース蒲郡で初めて舟券予想会を開く。
- 2023年10月15日、三谷祭の「海中渡御」に北区の一員として行事に参加した。その様子は三河湾ネットワークの特別番組『三谷祭』で生中継された。後日、ケーブルテレビのひまわりネットワーク・ミクスネットワーク・CACでも放送された。
- 2023年10月24日、浅草でM-1グランプリ2回戦の出番前にネタ合わせをしているところ日本テレビ『月曜から夜更かし』の「街行く人のスマホ珍プレーコンテスト」で一般人枠でインタビューを受け、ブシくんがギャグを披露した。その様子は10月30日に放送された。
- 2023年12月9日、2023リニモ秋色ウォーキング第4回のゴール受付を担当した。長久手市出身の熊二郎が初めて長久手市のイベントに出演したため、多くの同級生や知人がイベントに参加した。
- 2024年1月5日、イオンモール特別企画イベントキャラバン「新年よしもとお笑いイベント」にさや香と出演。2023年M-1グランプリで決勝3組に残ったさや香の影響で事前整理券は配布と同時に終了、イオンモールナゴヤドーム前で行われたイベントで歴代1位となる動員数だった。
- 2024年3月2日、【RALLY三河湾2024】 がまごおりじなるマルシェ&蒲郡観光交流フェアでキッズダンスのステージやがまごおりじなる餅投げにも参加した。
- 2024年3月24日、5年ぶりに開催された蓬莱蔵まつり2024 『よしもと笑いステージ』と餅まきにも参加した。
- 2024年3月27日、CBCラジオ『名古屋芸人お笑ジオ★スターズ』の「第7回お笑いオーディションライブ」で2位となり、出演権を獲得した。
- 2024年6月4日、蒲郡市住みます芸人[13][14][10]の任期が終了した。
- 2024年6月5日、愛知県住みます芸人に就任。
- 2025年1月7日、やしの実FM「G#Smile Happy」のメインパーソナリティしがせいこが体調不良によりお休みとなり、ブシくんが代理パーソナリティとして出演。
- 2025年2月5日、松本バッチのボートでバッチこいX 特別生配信に熊二郎がゲストで出演。ボートレース津で開催されていた「GI 第70回東海地区選手権競走」が悪天候のため前日に中止が決定し、当初の配信内容から変更してボートレース三国「GI 第68回近畿地区選手権競走」の予想配信へと変わったが、ボートレース三国も雪のため第5R以降が中止・順延となった。番組の途中で急遽ボートレース江戸川「ヴィーナスシリーズ・Yes！銀座高須クリニック杯」の予想配信へと切り替わった。全国的に天候が悪く、ボートレース江戸川も安定板使用・周回短縮で行われていたが、第12Rまで配信された。
- 2025年3月22日、中京テレビ『ライブマニア』第1話でライブハウスの受付役としてブシくんがドラマに初出演。
- 2025年4月13日、ラジオのレビュラー番組やしの実FM『蒲郡UP！』が放送開始。 毎月第2・4日曜日サーラプラザ蒲郡から生放送。
- 2025年4月29日、ツケマイ23号として初の単独ライブ「F3 - Fat Funny Family -」を開催。

## 概説
- NSC大阪校40期の同期。在学中から、愛知出身でボートレースや共通の趣味を通して仲良くしていた。
- コンビ名の由来は、ボートレースの戦法「まくり」の一種で外側のレーサーが自分より内側のレーサーを押さえ込むツケマイ[21]と蒲郡市を通る国道23号の23号を組み合わせて名付けた。
- 宣材写真で着ている衣装は、ボートレースで識別しやすいように艇番に使われている6色（白、黒、赤、青、黄、緑）を使っている[22]。
- コンビ結成前からNSC40期同期の大正サウナてつはる・アポロ軍曹田中の4人でボートレースやパチンコに興じる仲。
- ほずみのちかこ先生はアキナのアキナいチャンネルにゲスト出演した際、ツケマイ23号を師匠と呼んでいることを明かした。
- ケーブルテレビKATCH番組アインシュタインのオタスケシュタインの前説を担当。

## 賞レース成績

### M-1グランプリ
| 年度                        | 結果                  | 順位 | エントリーNo. | 備考                                                  |
| --------------------------- | --------------------- | ---- | ------------- | ----------------------------------------------------- |
| 2023年（M-1グランプリ2023） | 1回戦 通過 2回戦 敗退 |      | 6860          | 1回戦[愛知]2日目 Oグループ 2回戦[東京]5日目 Jグループ |
| 2024年（M-1グランプリ2024） | 1回戦 通過 2回戦 敗退 |      | 7570          | 1回戦[愛知]1日目 Qグループ 2回戦[大阪]1日目 Lグループ |

## 出演

### 動画配信
- 白熱ナイター！蒲郡ステーション（ボートレース蒲郡公式YouTubeチャンネル、2021年6月 - 日替わり出演、2022年9月 - レギュラー出演、2023年9月 - 日替わり出演 ） - 熊二郎

過去
- わかまちゅーぶ【ミッドナイトレースマンスリーＢＯＡＴＲＡＣＥ杯：2日目】（ボートレース若松公式YouTubeチャンネル、2025年5月5日） - 熊二郎、ゲスト出演
- わかまちゅーぶ【ミッドナイトボートレース公営レーシングプレス杯：初日】（ボートレース若松公式YouTubeチャンネル、2025年3月12日） - 熊二郎、ゲスト出演
- 松本バッチのボートでバッチこいX 特別生配信【GI 第70回東海地区選手権競走：2日目】（ボートレース津ぅ公式チャンネル、2025年2月5日） - 熊二郎、ゲスト出演
- ブラマヨ吉田の激アツ☆ボートレース　SG第39回グランプリ勝手に前夜祭！よしもとボートレース芸人全員集合SP（YouTube BSよしもと公式チャンネル、2024年12月16日） - 熊二郎
- ベルウッド紹介動画 （ベルウッド株式会社公式YouTubeチャンネル）- ブシくん
- わかまちゅーぶ【 ＧⅢオールレディース九州スポーツ杯：優勝戦】（ボートレース若松公式YouTubeチャンネル、2024年5月24日） - 熊二郎、ゲスト出演
- 【第一弾！】新喜劇出前ツアーでご当地グルメ食べよう！！（吉本新喜劇チャンネル、2023年12月8日） - ブシくん、ゲスト出演
- ズバッと！！なべチャンネル裏実況【第11回サッポロビールカップ：優勝戦】（ボートレースからつ公式YouTubeチャンネル、2023年9月17日） - 熊二郎、ゲスト出演
- タートルプラス（ボートレース丸亀公式YouTubeチャンネル、2022年4月 - 2022年9月） - ブシくん、日替わり出演
- どちゃんこTV 〜ナイスぅ〜っVS〜【マクール杯：初日】たま×ガマコラボ！（ボートレース多摩川公式YouTubeチャンネル、2022年5月6日） - 熊二郎、電話出演

### テレビ
- 『蒲郡今昔写真EXPLORER』（三河湾ネットワークスマイルチャンネル、2023年10月7日〜） [20]
- 『幸田町今昔写真EXPLORER』（三河湾ネットワークスマイルチャンネル、2023年10月21日〜）[20]

過去
- 発信Live ジモトノチカラ！（BSよしもと、2025年3月24日） - コーナーレポート担当
- ドラマ『ライブマニア』第1話（中京テレビ、2025年3月22日） - ブシくん出演、ライブハウスの受付役
- 新年特別番組『街中に潜む”辰”を探せ！』（三河湾ネットワークスマイルチャンネル、2024年1月6日）
- 月曜から夜ふかし（日本テレビ、2023年10月30日） - 街頭インタビュー出演
- 特別番組『三谷祭』（三河湾ネットワークスマイルチャンネル、2023年10月15日）
- ドデスカ！メ〜ロメロ！セレクション（メ〜テレ、2023年10月7日） - 「中南米料理で勝負！日本一のシェフを目指す【CHEF-1グランプリ】に愛知から参戦！」
- キクテレミルラジ２６５（BSよしもと、2023年8月1日） - コーナー「週刊ローカルNEWS」担当
- テレビ回覧板WEEKLY[23]（三河湾ネットワークスマイルチャンネル、2023年6月17日 - 6月23日） - ゲスト出演、リピート放送

### ラジオ
- 蒲郡UP！（やしの実FM、2025年4月13日〜） - 毎月第2・4日曜日

過去
- G#Smile Happy（やしの実FM、2025年1月7日） - ブシくん、代理パーソナリティ出演
- 笑活!834「吉本住みます芸人中継 SP」（メディアスエフエム、2024年10月25日） - ゲスト出演
- やしの実高校 ～school of ＰＭ６～（やしの実FM、2024年6月25日） - ゲスト出演
- G#Smile Happy「Go！ボートレース蒲郡」（やしの実FM、2024年6月4日） - ゲスト出演
- “豊橋市住みます芸人”ブロードキャスト‼　吉村・ASANAの『幸せになろうよ！』（やしの実FM、2024年5月3日） - ゲスト出演
- 名古屋芸人お笑ジオ★スターズ（CBCラジオ、2024年4月26日）
- 特別番組『蒲郡まつり 納涼花火大会』[24]（やしの実FM、2023年7月30日） - ゲスト出演
- 特別番組『蒲郡まつり 納涼花火大会』[24]（やしの実FM、2023年7月30日） - ゲスト出演
- 特別番組『蒲郡まつり ときめきラジオサタデー』[25]（やしの実FM、2023年7月29日） - ゲスト出演
- 笑活!834[26]（メディアスエフエム、2023年3月31日） - 熊二郎、ゲスト出演

### ライブ
- 名古屋よしもと芸人春の単独ライブまつり「F3 - Fat Funny Family -」（2025年4月29日、静かの海）
- ダブルヒガシ×世間知らズ×名古屋芸人の60分 （2025年4月15日、ミッドランドスクエアシネマ2 スクリーン8）
- 豊橋市住みます芸人です！！集大成inアソシア（2025年3月21日、ホテルアソシア豊橋ザパティオ）
- 名古屋よしもと「紅点ヨコオプレゼンツ 全乗っかりツッコミ不在ライブ」（2025年3月8日、Music Bar Perch）  - ブシくん出演
- 名古屋よしもと「御前死合」（2025年2月8日、静かの海）
- よしもと名駅四丁目ライブ「東名阪交流SHOW」（2025年2月26日、ミッドランドスクエアシネマ2 スクリーン8）
- 名古屋よしもと「改名人狼1/5　〜ガチ改名する芸人を当てろ〜」（2025年1月25日、静かの海）
- 名古屋よしもと長円寺ライブ「ネタしゃち寄席」「コーナーしゃち」「VSなごよし」（2025年1月18日、長円寺会館）
- 名古屋よしもと「年末ナゴヨシ合戦」（2024年12月28日、Music Bar Perch）
- 名古屋よしもと「大反省会2024」（2024年12月28日、Music Bar Perch）
- 名古屋よしもと長円寺ライブ「ネタしゃち寄席」「コーナーしゃち」「VSなごよし」（2024年12月21日、長円寺会館）
- 名古屋よしもと「大喜利KING OF KINGS」（2024年11月2日、Music Bar Perch）
- 名古屋よしもと「ヒラモトアイナは笑クラさんと繋がりたい - ちょっとお邪魔していいですか？」（2024年12月8日、Music Bar Perch）
- 9番街レトロ×ドーナツ・ピーナツ×名古屋芸人の60分（2024年10月30日、ミッドランドスクエアシネマ2 スクリーン8）
- 名古屋よしもとトークライブ「俺たちシタラーズ」（2024年8月10日・11月24日静かの海、 12月8日 Music Bar Perch、2025年1月25日静かの海、3月8日 Music Bar Perch）
- 名古屋よしもと若手ネタバトル（2024年7月14日・8月10日・12月7日、静かの海）
- 名古屋芸人お笑ジオ★スターズ「第10回お笑いオーディションライブ」（2024年7月3日、CBC1スタホール）
- ナゴよし若手のコーナーのタネ（2024年5月18日、静かの海）
- 名古屋よしもとお笑いコーナーマッチ！「ツケマイ23号軍 vs 紅点軍」（2024年5月11日、静かの海）
- よしもと名駅四丁目ライブ「東名阪交流SHOW」（2024年3月28日・8月20日、ミッドランドスクエアシネマ2 スクリーン8）
- 名古屋芸人お笑ジオ★スターズ「第7回お笑いオーディションライブ」（2024年3月27日、CBC1スタホール）
- どうなる、豊橋市住みます芸人（2024年3月22日、前田南町公民館）
- 「ネタしゃち寄席 with なにわ」「コーナーしゃち寄席 with なにわ」「VSなにわ」（2024年2月25日、長円寺会館）
- 名古屋よしもとほぼ全員集合新春ライブ（2024年1月8日、静かの海）
- 豊橋市住みます芸人ライブ （2023年12月15日、2024年3月22日・7月12日・2024年11月22日、2025年1月24日、前田南町公民館）
- よしもと名駅四丁目ライブ「東名阪交流SHOW」（2023年11月27日、ミッドランドスクエアシネマ2 スクリーン8）

#### 名古屋よしもと「ネタしゃちバトル」
| 開催日        | 順位 | 日付            |
| ------------- | ---- | --------------- |
| 2025年2月8日  | 7位  | 静かの海        |
| 2024年12月8日 | 2位  | Music Bar Perch |
| 2024年11月2日 | 2位  | Music Bar Perch |
| 2024年8月17日 | 13位 | Music Bar Perch |
| 2024年1月8日  | 2位  | 静かの海        |
| 2023年6月10日 | 1位  | Music Bar Perch |

### イベント・行事
- グランパス グルメフェスティバル（2025年5月31日、豊田スタジアム河川敷エリアステージ）
- イオンモール特別企画イベントキャラバン「イオンモールよしもと全国お笑いツアー」（2025年5月4日、イオンモール土岐）
- ガマステスペシャルファンミーティング（2025年5月1日、ボートレース蒲郡）- 熊二郎
- 芭蕉祭 「吉本芸人のお笑いライブ！」（2025年4月6日、大垣市丸の内公園）
- 2周年感謝祭 『幸田町今昔写真EXPLORER』 アプリダウンロードイベント（2025年4月5日、三河湾ネットワーク幸田店）
- 県連会長会議蒲郡会議研修交流事業 YEG会長会議&企画「YEGミステリー蒲郡クラシックホテル殺人事件」（2025年3月4日、蒲郡クラシックホテル）
- 令和7年岡崎市消防出初・観閲式（2025年1月12日、岡崎城公園乙川河川緑地）
- 大府市消防出初式「よしもと芸人ツケマイ23号のステージ」（2025年1月5日、リソラ大府ショッピングテラス）
- よしもとお笑いステージ「ラフゴーリ！2024」（2024年12月27日、ボートレース蒲郡）- MC担当
- 名張市消防防災フェスタ2024「トークショー」（2024年11月9日、名張市消防本部）
- 第74回薬学祭「ゲストステージ」（2024年10月27日、名古屋市立大学）
- 山県市漫才ワークショップ（2024年10月26日・11月10日、山県市健康福祉ふれあいセンター）
- 東海市制55周年記念事業 消防防災フェスタ2024「漫才・トークセッション」（2024年10月19日、名鉄太田川駅東側どんでん広場）
- 第43回かにえ町民まつり「蟹江町消防団PR活動」（2024年10月13日、蟹江町役場周辺）
- 第11回三河湾環境再生プロジェクト 三河湾大感謝祭「三河湾環境トークショー」（2024年10月6日、西浦温泉バームビーチ）
- オープンキャンパス「バラエティ番組制作体験」（2024年6月30・8月4日・9月29日・12月22日、2025年2月23日・6月1日、専門学校名古屋ビジュアルアーツ・アカデミー）
- 国府台夏祭り（2024年8月24日、三重県鈴鹿市国府台団地）
- ウォーターサバゲー（2024年8月11日、イオンモール扶桑） - ジャッジマン担当
- 「ツケマイ23号のお笑いステージ」（2024年6月9日、三河湾ネットワーク蒲郡店）
- 11周年記念イベント「ツケマイ23号のお笑いステージ」（2024年6月9日、三河湾ネットワーク蒲郡店）
- イオンモール特別企画イベントキャラバン「よしもとお笑いイベント」（2024年5月5日、イオンモール岡崎）
- ガマステファンミーティング（2024年4月30日、ボートレース蒲郡）- 熊二郎
- 蓬莱蔵まつり2024 『よしもと笑いステージ』（2024年3月24日、蓬莱渡辺酒造店）
- 時東ぁみ企画協力防災イベント『親子で歌おう！笑おう！学ぼう！〜みんなでBOUSAIキャラバン〜』（2024年3月20日(第3回)豊田自動織機海陽ヨットハーバー、11月17日(第5回)サーラプラザ豊川、2025年3月20日(第6回)蒲郡市竹島園地） - 防災ビンゴ大会プレゼンター担当
- 【RALLY三河湾2024】 がまごおりじなるマルシェ&蒲郡観光交流フェア 「ツケマイ23号お笑いステージ」（2024年3月2日、竹島ベイパーク）
- ボートレースGI第69回東海地区選手権競走「よしもとお笑いステージ」（2024年2月5日、ボートレース蒲郡）- MC担当
- 飛鳥村・飛鳥村教育委員会主催 令和5年度 明るい青少年を育てる活動推進事業 親子芸術鑑賞会「よしもとお笑いライブ&いじめ防止講演」（2024年1月21日、飛鳥村中央公民館ホール）
- イオンモール特別企画イベントキャラバン「新年よしもとお笑いイベント」（2024年1月5日、イオンモールナゴヤドーム前）
- 2023リニモ秋色ウォーキング（2023年12月9日、愛知県長久手市・日進市） - 第4回「日進市で健脚祈願！足腰鍛錬ウォーキング」コース担当
- イオンモール特別企画イベントキャラバン「よしもとお笑いクリスマス」（2023年11月5日、イオンモール扶桑）
- 学校祭「お笑いライブ」（2023年10月26日、あいち情報専門学校）
- 東海祭2023「お笑いライブ」（2023年10月21日、東海学院大学）
- 三谷祭「海中渡御」（2023年10月15日、愛知県蒲郡市三谷町）- 北区の一員として参加
- ファン感謝3DAYSイベント「東城りおとボートレースしよう！」（2023年10月7日、ボートレース蒲郡） - 熊二郎、MC担当
- 【AEON×T.LEAGUE】ライブビューイングイベント[19]（2023年8月19・20日、イオンモール大高） - MC担当
- 第41回蒲郡まつり 蒲郡ときめきサタデー「よしもとお笑いライブ」[16][17][18]（2023年7月29日、蒲郡市民会館 大ホール） - 前説担当
- ウォーターサバゲー（2023年7月22日、イオンモール扶桑） - ブシくん、ジャッジマン担当
- ウォーターサバゲー（2023年7月15日、イオン三好ショッピングセンター） - ブシくん、ジャッジマン担当

### ツケマイ23号舟券予想会
| 開催日            | 会場             |
| ----------------- | ---------------- |
| 2024年11月30日    | ボートレース蒲郡 |
| 2024年2月17・18日 | ボートレース蒲郡 |
| 2024年2月7・8日   | ボートレース蒲郡 |
| 2023年11月26日    | ボートレース蒲郡 |
| 2023年11月19日    | ボートレース蒲郡 |
| 2023年11月11日    | ボートレース蒲郡 |
| 2023年10月8・9日  | ボートレース蒲郡 |

### よしもと×シャープ協賛イベント
| 開催日            | イベント名                                                                           | 会場                                        |
| ----------------- | ------------------------------------------------------------------------------------ | ------------------------------------------- |
| 2024年11月16日    | ユアーズマルモ×よしもと×ソフトバンク×シャープ協賛イベント                            | ユアーズマルモ                              |
| 2024年9月7・8日   | ビックカメラ×よしもと×ソフトバンク×シャープ協賛イベント                              | ビックカメラ名古屋駅西店                    |
| 2024年7月13日     | ヤマダデンキ×よしもと×ソフトバンク×シャープ 協賛イベント「よしもと芸人がやってくる」 | ヤマダデンキ LABI名古屋                     |
| 2024年7月6日      | ヤマダデンキ×よしもと×ソフトバンク×シャープ 協賛イベント「よしもと芸人がやってくる」 | ヤマダデンキ テックランド 四日市            |
| 2024年6月29日     | ヤマダデンキ×よしもと×ソフトバンク×シャープ 協賛イベント「よしもと芸人がやってくる」 | ヤマダデンキ テックランドイオンモール豊川店 |
| 2024年6月15・16日 | エディオン×よしもと×ソフトバンク×シャープ 協賛イベント「よしもと芸人がやってくる」   | エディオン一宮本店                          |
| 2024年6月8日      | よしもと×ソフトバンク×シャープ 協賛イベント「よしもと芸人がやってくる」              | 電化のホリ                                  |
| 2024年4月13・14日 | エディオン×よしもと×ソフトバンク×シャープ 協賛イベント「よしもと芸人がやってくる」   | エディオン豊田本店                          |
| 2024年3月9日      | 春のわくわくフェア                                                                   | ユアーズマルモ                              |
| 2024年3月3日      | エディオン×よしもと×ソフトバンク×シャープ 協賛イベント「よしもと芸人がやってくる」   | エディオン岡崎本店                          |
| 2024年2月24日     | ヤマダデンキ×よしもと×ソフトバンク×シャープ 協賛イベント「よしもと芸人がやってくる」 | ヤマダデンキ テックランドイオンモール豊川店 |
| 2024年1月27・28日 | ビックカメラ×よしもと×ソフトバンク×シャープ協賛イベント                              | ビックカメラ名古屋駅西店                    |
| 2024年1月20日     | ヤマダデンキ×よしもと×ソフトバンク×シャープ 協賛イベント「よしもと芸人がやってくる」 | ヤマダデンキ Tecc LIFE SELECT New一宮店     |
| 2023年12月17日    | ヤマダデンキ×よしもと×ソフトバンク×シャープ 協賛イベント「よしもと芸人がやってくる」 | ヤマダデンキ テックランドイオンモール豊川店 |
| 2023年12月10日    | ヤマダデンキ×よしもと×ソフトバンク×シャープ 協賛イベント「よしもと芸人がやってくる」 | ヤマダデンキ Tecc LIFE SELECT New一宮店     |
| 2023年11月4日     | クシダデンカ「大創業祭 爆笑トークショー」                                            | クシダデンカ                                |
| 2023年9月16日     | 上新電機×よしもと×ソフトバンク×シャープ 協賛イベント「よしもと芸人がやってくる」     | 上新電機稲沢店                              |
| 2023年6月11日     | ヤマダデンキ×よしもと×シャープ協賛イベント 「よしもと芸人がやってくる」              | ヤマダデンキ Tecc LIFE SELECT New 一宮店    |